# Amt Südangeln
Het Amt Südangeln is een Amt in de Duitse deelstaat Sleeswijk-Holstein. Zoals de naam aangeeft ligt het Amt in de streek Angeln in de Landkreis Schleswig-Flensburg. Het bestuur zetelt in Böklund.
Het Amt ontstond in 2007 door de samenvoeging van de voormalige Ämter Böklund en Tolk alsmede de gemeenten Idstedt en Neuberend uit het voormalige Amt Schuby.

## Deelnemende gemeenten
| 1. Böklund 2. Brodersby 3. Goltoft 4. Havetoft 5. Idstedt 6. Klappholz | 1. Neuberend 2. Nübel 3. Schaalby 4. Stolk 5. Struxdorf | 1. Süderfahrenstedt 2. Taarstedt 3. Tolk 4. Twedt 5. Uelsby |